# Módena
Módena (em italiano Modena) é uma comuna italiana da região da Emília-Romanha, Módena, com cerca de 180 110  habitantes (2004). Estende-se por uma área de 182 km², tendo uma densidade populacional de 989 hab/km². Faz fronteira com Bastiglia, Bomporto, Campogalliano, Carpi, Casalgrande (RE), Castelfranco Emilia, Castelnuovo Rangone, Formigine, Nonantola, Rubiera (RE), San Cesario sul Panaro, Soliera, Spilamberto.
Modena é sede da famosa fabricante de carros Pagani Automobili. E também da fábrica de carros luxuosos Maserati.
Era conhecida como Mutina durante o período romano.

## Geografia
Modena está localizada na planície de Padana e é cercada por dois rios, o Secchia e o Panaro, ambos afluentes do Pó. A sua presença é simbolizada pela fonte dos dois rios, no centro da cidade, obra de Giuseppe Graziosi. A cidade está ligada ao Panaro através do canal Naviglio.
A cordilheira dos Apeninos começa cerca de 10 quilômetros ao sul da cidade.
O município está dividido em quatro circoscrizioni. São eles:
- Centro storico (Centro histórico, San Cataldo)
- Crocetta (San Lazzaro-Módena oriental, Crocetta)
- Buon Pastore (Buon Pastore, Sant'Agnese, San Damaso)
- San Faustino (S. Faustino-Saliceta San Giuliano, Madonnina-Quattro Ville)

De acordo com a classificação climática de Köppen, Modena é normalmente classificada como um clima subtropical úmido (Cfa). O verão é úmido, quente e com pouca chuva e o inverno é frio e úmido.

## Demografia
| Variação demográfica do município entre 1861 e 2011                               |
|                                                                                   |
| Fonte: Istituto Nazionale di Statistica (ISTAT) - Elaboração gráfica da Wikipedia |

## Personalidades nascidas em Módena
- Luciano Pavarotti, cantor de ópera.[1][2][3]
- Enzo Ferrari, fundador da Scuderia Ferrari.[1][2][3]
- Gabriele Amorth, clérigo católico e exorcista.
- Paolo Ruffini, matemático.[1][2][3]
- Niccollo dell Abbate, pintor maneirista.[1][2][3]
- Sigismondo Caula, pintor barroco.[4][5][6]
- Mirella Freni, uma das mais célebres sopranos dos séculos XX e XXI.

## Cidades irmãs
- Linz, Áustria
- Novi Sad, Sérvia
- Saint Paul, EUA
- Londrina, Brasil
- Porto Real, Brasil